# 에어부산
에어부산(영어: AIR BUSAN, 釜山航空)은 부산광역시의 향토기업들과 아시아나항공이 출자하여 설립한 저비용 항공사로서 대한민국 김해국제공항을 거점으로 하고 있다.

## 개요
에어부산은 대한민국의 운송 전문 기업집단인 한진그룹에 소속되어 있고, 코스피 상장 기업(한국: 298690)이다. 2018년 12월 27일 코스피에 상장되었으며 2020년 현재 회사 규모는 시가총액 약 1,721억 정도다.
아시아나항공, 부산광역시가 대주주이고, 2008년 10월 27일 김해국제공항을 거점으로 부산 - 서울(김포) 노선에 첫 운항을 시작한 항공사다. 2007년 부산국제항공으로 설립했으며, 본사는 부산광역시 강서구 유통단지1로57번가길 6에 있다. 현재 국내선 울산 - 서울(김포), 부산 - 제주, 서울(김포) - 제주, 부산 - 서울(김포)노선을 운항 중이며, 일본, 중국, 동남아시아 각지에 국제선 노선을 운항 중이다. 2011년 1월 18일, 국제선 노선 확대로 대한민국 저비용 항공사 최초로 에어버스 A321-200 기종을 도입하였다, 2013년 2월, 아시아나항공으로부터 보잉 737-400(등록번호 HL7513)과 보잉 737-500(등록번호 HL7232)을 양도받았으며 이로써 에어부산은 국내 저비용항공사 중 유일하게 보잉 737-400과 보잉 737-500을 운용하는 회사가 되었으며 보잉 737-400을 4기, 보잉 737-500을 2기를 운용하였다, 2016년 3월 31일, HL7508을 마지막으로 에어부산의 모든 보잉 737 계열 항공기가 퇴역하였으며 에어버스 A320 패밀리로 단일화하여 운용하고 있다.
2016년 9월 부산발 국제선이 아닌 대구발 국제선을 신설하여 사실상 포화상태인 부산(김해)에서 대구로 취항지를 늘였지만 단항 후, 2019년 서울(인천)발 국제선을 신설하여 취항지를 늘이고있다. 하지만 2020년 3월 코로나19 사태로 대부분의 국제선 노선이 일시 운항 중단되었으며 국내 항공사들 중 최초로 에어버스 A321neo/LR 항공기를 도입하였다.
2024년 11월 모기업인 아시아나항공이 대한항공과의 합병을 진행함에 따라 아시아나항공은 2026년에 소멸 및 역사속으로 사라질 예정이다. 자회사로 있는 에어부산과 에어서울은 진에어와 통합 LCC로 합병될 예정이다. 모든 합병이 완료되면 에어부산도 소멸될 예정이다.

## 역사

### 2000년대

#### 2007년
- 7월 1일: 부산항공설립추진위원회 발족
- 8월 31일: 부산국제항공주식회사설립(창립총회)

#### 2008년
- 2월 12일: 에어부산으로 사명 변경
- 2월 14일: 에어부산, 부산광역시, 아시아나항공(주) 투자협약서 체결
- 4월: 항공기 도입협약 체결 (보잉 737-500 4기, 보잉 737-500 3기)
- 5월: 부산광역시 주주 참여 확정, 제1차 신입 및 경력직원 채용
- 6월 11일: 정기항공운송사업면허 취득
- 8월: 제2차 신입 및 경력직원 채용
- 10월 1일: 예약센터 및 홈페이지 오픈, 김포국제공항 및 제주국제공항지점 개설
- 10월 6일: 1호기 도입(보잉 B737-500, HL7233)
- 10월 23일: 2호기 도입(보잉 B737-500, HL7250)
- 10월 24일: 운항증명(AOC) 인가
- 10월 27일: 부산 - 서울(김포) 신규취항
- 11월 28일: 3호기 도입 (보잉 B737-500, HL7232)
- 12월 1일: 부산 - 제주 신규취항

#### 2009년
- 3월 27일: 4호기 도입 (보잉 B737-400, HL7510)
- 3월 29일: 부산 - 서울(김포) 일 9회에서 14회로 증편[1]
- 4월 21일: 5호기 도입 (보잉 B737-400, HL7517)
- 6월 19일
  - 부산 - 제주 일 5회에서 10회로 증편[2]
  - 부산 - 서울(김포) 일 14회에서 15회로 증편
- 6월 22일: 국내 항공업계 최초로 여행사 우대프로그램 개발
- 8월 6일: 제주상공회의소와 업무협약 체결
- 8월 21일: 취항 299일간 1만회 운항 달성
- 9월 16일: 최단기간 탑승객 100만명 돌파
- 10월 27일: 취항 1주년
- 11월 25일: 한국능률협회 고객만족대상 서비스혁신부문 최우수상 수상

### 2010년대

#### 2010년
- 2월 8일: 에어부산 - 아시아나항공 국제선 코드쉐어 조인식[3]
- 2월 25일: 6호기 도입 (보잉 B737-400, HL7508)
- 3월 29일: 부산 - 후쿠오카 신규취항 (1회 아시아나항공 공동운항편)
- 4월 12일: 탑승객 200만명 돌파
- 4월 26일: 부산 - 오사카(간사이) 신규취항 (1회 아시아나항공 공동운항편)
- 7월 6일: 부산 - 도쿄(나리타) 전세편 취항
- 9월 16일: 탑승객 300만명 돌파
- 10월 31일: 아시아나항공과 부산 - 웨이하이 노선 공동운항 실시
- 12월 6일: 아시아나항공과 부산 - 홍콩(첵랍콕) 노선 공동운항 실시
- 12월 23일: 부산 - 세부 전세편 취항

#### 2011년
- 1월 18일: 7호기 도입 (에어버스 A321-200, HL8213)
- 1월 27일: 부산 - 타이베이(도원) 신규취항
- 2월 27일: 부산 - 오사카(간사이) 일 2회에서 3회로 증편
- 3월 2일: 서울(김포) - 제주 부정기편 취항 (매일 왕복 2회)
- 3월 10일: 부산 - 세부 재취항
- 3월 28일: 서울(김포) - 제주 신규취항
- 5월 18일: 부산 - 홍콩(첵랍콕) 신규취항
- 6월 23일: 부산 - 도쿄(나리타) 신규취항
- 7월 25일: 탑승객 500만 명 돌파
- 9월 29일: 한국 서비스품질 우수기업 인증 획득
- 10월 27일: 취항 3주년
- 12월 28일: 국토해양부 표창 '저비용항공사부문 안전우수항공사' 선정

#### 2012년
- 3월 14일: 8호기 도입 (에어버스 A321-200, HL7761)
- 3월 19일: 부산 - 칭다오 신규취항
- 7월 19일: 부산 - 마카오 신규취항
- 7월 7일
  - 지식경제부 및 지자체 공동주관 우리지역 좋은 기업선정
  - 일본 최대 해외여행 전문지 AB-ROAD주관 '일본 2012년 항공사 만족도조사 종합순위 5위
  - 국내 저비용항공사 1위 달성'
- 11월 2일
  - 9호기 도입 (에어버스 A320-200, HL7753)
  - 부산 - 후쿠오카 일 2회로 증편
  - 부산 - 오사카(간사이) 일 2회로 증편
- 12월 20일: 부산 - 세부 주 14회로 증편

#### 2013년
- 4월 1일
  - 부산 - 시안 신규취항
  - 10호기 도입 (에어버스 A321-200, HL7723)
- 5월 6일
  - 부산 - 스좌장 전세편 취항
  - 에어부산 - NC 다이노스와 협약, 탑승객 천만명 돌파
- 6월 2일
  - '2013 KS-SQI 한국 서비스 품질지수' 저비용항공 부문 1위
  - 국토교통부 '2013년도 항공 교통서비스 평가' 매우우수 등급 획득
- 9월 7일
  - 부산 - 장가계 전세편 취항
  - 부산 - 옌지 전세편 취항
- 10월 31일
  - 11호기 도입 (에어버스 A321-200, HL7711)
  - 부산 - 씨엠립 신규취항
- 12월 12일
  - 부산 - 가오슝 신규취항
  - 부산 - 홍콩(첵랍콕) 주 7회로 증편
  - 부산 - 마카오 주 3회로 증편

#### 2014년
- 1월 15일: 부산 - 장가계 전세편 취항
- 2월 10일
  - 부산 - 구이린 전세편 취항
  - 결항, 지연률 국내 항공사 최저 기록 (국토교통부 발표)
- 3월 31일: 12호기 도입 (에어버스 A321-200, HL7712)
- 4월 8일: 부산 - 우한 전세편 취항
- 5월 7일: 부산 - 타이위안 전세편 취항
- 7월 21일
  - 13~14호기 도입 (에어버스 A321-200, HL7713)
  - 부산 - 시안 주 4회에서 주 7회로 증편
  - 부산 - 장가계 주 2회 부정기편 취항
  - 부산 - 다낭 주 2회 부정기편 취항
- 10월 5일: 15호기 도입 (에어버스 A320-200, HL7744)
- 12월 31일: 16호기 도입 (에어버스 A320-200, HL7745)

#### 2015년
- 1월 12일: 부산 - 옌지 신규취항
- 4월 11일
  - 부산 - 장가계 신규취항
  - 부산 - 다낭 신규취항
- 6월 6일: 대구 - 옌지 부정기편 취항
- 7월 23일: 부산 - 괌 신규취항
- 10월 9일: 17호기 도입 (에어버스 A321-200, HL7722)
- 11월 2일: 18호기 도입 (에어버스 A321-200, HL7729)
- 12월 4일: 부산 - 삿포로 신규취항

#### 2016년
- 1월 22일: 19호기 도입 (에어버스 A320-200, HL8055)
- 4월 13일
  - 20호기 도입 (에어버스 A321-200, HL7730)
  - 21호기 도입 (에어버스 A321-200, HL7735)
- 6월 23일: 22호기 도입 (에어버스 A320-200, HL8065)
- 6월 24일: 부산 - 울란바토르 신규취항
- 6월 26일: 부산 - 청두 부정기편 취항
- 6월 28일: 23호기 도입 (에어버스 A320-200, HL8066)
- 6월 30일
  - 대구 - 제주 신규취항
  - 대구 - 후쿠오카 신규취항
- 9월 17일: 대구 - 황산 부정기편 취항
- 12월 8일: 부산 - 싼야 신규취항
- 12월 14일: 대구 - 싼야 신규취항
- 12월 23일
  - 대구 - 오사카 신규취항
  - 대구 - 삿포로 신규취항

#### 2017년
- 1월 27일: 24호기 도입 (에어버스 A321-200, HL7763)
- 5월 12일: 신사옥 준공
- 6월 8일: 대구 - 도쿄(나리타) 신규취항
- 8월 11일: 25호기 도입 (에어버스 A321-200SL, HL7210)
- 10월 30일: 부산 - 비엔티안 신규취항
- 11월 2일
  - 26호기 도입 (에어버스 A321-200SL, HL8099)
  - 대구 - 다낭 신규취항
- 11월 16일
  - 27호기 도입 (에어버스 A321-200SL, HL7211)
  - 대구 - 타이페이(도원) 신규취항
- 11월 30일
  - 울산 - 서울(김포) 신규취항
  - 울산 - 제주 신규취항
- 12월 1일: 대구 - 서울(김포) 부정기편 취항
- 12월 31일: 부산 - 칼리보 부정기편 취항

#### 2018년
- 1월 2일: 부산 - 구마모토 부정기편 취항
- 4월 11일: 대구 - 타이페이(도원) 단항
- 6월 21일: 부산 - 나고야(주부) 신규취항
- 7월 4일: 28호기 도입 (에어버스 A320-200, HL8309)
- 8월 5일: 부산 - 블라디보스토크 신규취항
- 8월 14일: 29호기 도입 (에어버스 A320-200, HL8328)
- 9월 20일: 저비용항공사 최초 김해국제공항 라운지 신설,오픈
- 9월 21일: 대구 - 다낭 임시 증편운항
- 10월 28일
  - 부산 - 하노이 신규취항
  - 대구 - 타이페이(도원) 재취항
- 12월 27일: 한국거래소(KRX) 유가증권시에 기업공개, 상장

#### 2019년
- 1월 4일: 부산 - 싱가포르 부정기노선 신규취항
- 5월 14일: 30호기 도입 (에어버스 A321-200, HL8365)
- 5월 15일: 대구 - 코타키나발루 신규취항
- 5월 22일: 부산 - 코타키나발루 신규취항
- 6월 5일: 대구 - 기타큐슈 신규취항
- 9월 1일: 일본노선 감편 또는 운항중지
- 10월 27일
  - 대구 - 기타큐슈 단항
  - 대구 - 도쿄(나리타) 단항
  - 대구 - 다낭 단항
  - 대구 - 삿포로 신규취항
  - 대구 - 싼야 신규취항
  - 대구 - 오사카(간사이) 단항
  - 대구 - 코타키나발루 단항
  - 서울(인천) - 닝보 신규취항
  - 서울(인천) - 코타키나발루 신규취항
  - 서울(인천) - 하이커우 신규취항
- 10월 28일: 서울(인천) - 가오슝 신규취항
- 10월 30일: 서울(인천) - 세부 신규취항
- 11월 11일: 서울(인천) - 선전 신규취항
- 12월 26일
  - 광명역 도심공항터미널 탑승수속 서비스 개시
  - 부산 - 나트랑 부정기노선 신규취항

### 2020년대

#### 2020년
- 1월 5일: 서울(인천) - 가고시마 부정기노선 신규취항
- 1월 15일: 서울(인천) - 청두 신규취항
- 1월 23일: 부산 - 가고시마 부정기노선 신규취항
- 2월 19일: 부산 - 마닐라 부정기노선 신규취항
- 3월 1일: 대구 - 타이베이 단항
- 3월 19일: 31호기 도입 (에어버스 A321neo/LR, HL8366)
- 5월 28일: 32호기 도입 (에어버스 A321neo/LR, HL8394)
- 6월 4일: 부산 - 호치민 신규취항

## 운항 노선

### 공동운항 협정
에어부산은 아시아나항공과 국내 항공사 중 최초로 모회사-자회사간 공동운항 협정을 체결하였다.
- 아시아나항공 (스타얼라이언스)[4]

### 취항지
- 2021년 4월 기준으로 에어부산은 다음의 운항 노선을 가지고 있다.[5]

|  | 허브        |
|  | 취항 예정지 |
|  | 전세편 노선 |
|  | 단항 노선   |

| 도시                                                                              | 공항 IATA          | 공항 ICAO                                                                            | 공항 이름 | 비고        | 운항 횟수                    |
| --------------------------------------------------------------------------------- | ------------------ | ------------------------------------------------------------------------------------ | --------- | ----------- | ---------------------------- |
| 서울/김포 \|\| align=center\|GMP\|\|align=center\|RKSS \|\| 김포                  |                    |                                                                                      |           |             |                              |
| 서울/인천 \|\| align=center\|ICN \|\| align=center\|RKSI \|\| 인천                | [ 6 ]              |                                                                                      |           |             |                              |
| 대구 \|\| align=center\|TAE \|\| align=center\|RKTN \|\| 대구                     |                    |                                                                                      |           |             |                              |
| 부산/김해 \|\| align=center\|PUS\|\|align=center\|RKPK \|\| 김해                  |                    |                                                                                      |           |             |                              |
| 울산 \|\| align=center\|USN \|\| align=center\|RKPU \|\| 울산                     | [ 7 ]              | 주 7회 운항, 김포국제공항 행 일 3회 운항, 제주국제공항 행                            |           |             |                              |
| 제주 \|\| align=center\|CJU \|\| align=center\|RKPC \|\| 제주                     | [ 8 ] [ 9 ] [ 10 ] | 주 33회 운항, 김포국제공항 발 주 77회 운항, 김해국제공항 발 일 3회 운항, 울산공항 발 |           |             |                              |
| 광저우 \|\| align=center\|CAN \|\| align=center\|ZGGG \|\| 바이윈                 |                    |                                                                                      |           |             |                              |
| 구이린 \|\| align=center\|KWL \|\| align=center\|ZGKL \|\| 량장                   | 부정기 노선        | 주 1회 운항, 대구국제공항 발                                                         |           |             |                              |
| 닝보 \|\| align=center\|NGB \|\| align=center\|ZSNB \|\| 리스                     | [ 6 ]              | 주 3회 운항, 인천국제공항 발                                                         |           |             |                              |
| 싼야 \|\| align=center\|SYX \|\| align=center\|ZJSY\|\| 펑황                      | [ 12 ] [ 13 ]      | 주 4회 운항, 김해국제공항 발                                                         |           |             |                              |
| 선전 \|\| align=center\|SZX \|\| align=center\|ZGSZ \|\| 바오안                   |                    | 주 1회 운항, 인천국제공항 발                                                         |           |             |                              |
| 스자좡                                                                            | SJW                | ZBSJ                                                                                 | 정딩      | 부정기 노선 | 부정기 운항, 김해국제공항 발 |
| 시안 시 \|\| align=center\|XIY \|\| align=center\|ZLXY \|\| 셴양                  | [ 15 ]             | 주 2회 운항, 김해국제공항 발                                                         |           |             |                              |
| 옌지 \|\| align=center\|YNJ \|\| align=center\|ZYYJ \|\| 차오양촨                 | [ 16 ] [ 17 ]      | 주 6회 운항, 김해국제공항 발                                                         |           |             |                              |
| 이창                                                                              | YIH                | ZHYC                                                                                 | 이창      | 부정기 노선 | 주 2회 운항, 대구국제공항 발 |
| 장자제 \|\| align=center\|DYG \|\| align=center\|ZGDY \|\| 장자제                 | [ 19 ]             | 주 4회 운항, 김해국제공항 발                                                         |           |             |                              |
| 청두 \|\| align=center\|CTU \|\| align=center\|ZUUU \|\| 솽류                     | [ 6 ]              | 주 3회 운항, 인천국제공항 발                                                         |           |             |                              |
| 칭다오 \|\| align=center\|TAO \|\| align=center\|ZSQD \|\| 류팅                   | [ 20 ]             | 주 1회 운항, 김해국제공항 발                                                         |           |             |                              |
| 칭다오                                                                            | TAO                | ZSQD                                                                                 | 자오둥    | [ 21 ]      | 주 1회 운항, 김해국제공항 발 |
| 하이커우 \|\|align=center\|HAK \|\| align=center\|ZJHK \|\| 메이란                | [ 6 ]              | 주 2회 운항, 김해국제공항 발                                                         |           |             |                              |
| 황산                                                                              | TXN                | ZSTX                                                                                 | 황산      | 부정기 노선 | 주 2회 운항, 대구국제공항 발 |
| 마카오 \|\| align=center\|MFM \|\| align=center\|VMMC \|\| 마카오                 | [ 22 ]             | 일 1회 운항, 김해국제공항 발                                                         |           |             |                              |
| 홍콩 \|\| align=center\|HKG \|\|align=center\|VHHH \|\| 홍콩                      | [ 23 ]             | 주 3회 운항, 김해국제공항 발                                                         |           |             |                              |
| 도쿄 \|\| align=center\|HND \|\| align=center\|RJTT \|\| 하네다                   | 부정기 노선        | 주 2회 운항, 김해국제공항 발                                                         |           |             |                              |
| 도쿄 \|\| align=center\|NRT \|\| align=center\|RJAA \|\| 나리타                   | [ 25 ] [ 26 ]      | 일 2회 운항, 김해국제공항 발                                                         |           |             |                              |
| 가고시마\|\| align=center\|KOJ \|\| align=center\|RJFK \|\| 가고시마              | 부정기 노선        | 주 3회 운항, 인천국제공항 발 주 2회 운항, 김해국제공항 발                            |           |             |                              |
| 구마모토 \|\| align=center\|KMJ \|\| align=center\|RJFT \|\| 구마모토             | 부정기 노선        | 주 3회 운항, 김해국제공항 발                                                         |           |             |                              |
| 기타큐슈 \|\| align=center\|KKJ \|\| align=center\|RJFR \|\| 기타큐슈             |                    | 주 7회 운항, 대구국제공항 발                                                         |           |             |                              |
| 나고야 \|\| align=center\|NGO \|\| align=center\|RJGG \|\| 주부                   | [ 29 ]             | 주 3회 운항, 김해국제공항 발                                                         |           |             |                              |
| 도야마 \|\| align=center\|TOY \|\| align=center\|RJNT\|\| 도야마                  | 부정기 노선        | 주 2회 운항, 김해국제공항 발                                                         |           |             |                              |
| 삿포로 \|\| align=center\|CTS \|\| align=center\|RJCC \|\| 신치토세               | [ 30 ] [ 31 ]      | 주 3회 운항, 김해국제공항 발                                                         |           |             |                              |
| 오사카 \|\| align=center\|KIX \|\| align=center\|RJBB \|\| 간사이                 | [ 32 ] [ 33 ]      | 일 2회 운항, 김해국제공항 발                                                         |           |             |                              |
| 후쿠오카 \|\| align=center\|FUK \|\| align=center\|RJFF \|\| 후쿠오카             | [ 34 ] [ 35 ]      | 일 4회 운항, 김해국제공항 발                                                         |           |             |                              |
| 타이베이 \|\| align=center\|TPE \|\| align=center\|RCTP \|\| 타오위안             |                    | 일 2회 운항, 김해국제공항 발                                                         |           |             |                              |
| 가오슝 \|\| align=center\|KHH \|\| align=center\|RCKH \|\| 가오슝                 | [ 6 ]              | 주 3회 운항, 김해국제공항 발 주 4회 운항, 인천국제공항 발                            |           |             |                              |
| 울란바타르 \|\| align=center\|ULN \|\| align=center\|ZMUB \|\| 칭기즈칸           | [ 36 ]             | 주 2회 운항, 김해국제공항 발                                                         |           |             |                              |
| 비엔티안 \|\| align=center\|VTE\|\|align=center\|VLVT \|\| 왓따이                 | [ 37 ]             | 주 6회 운항, 김해국제공항 발                                                         |           |             |                              |
| 코타키나발루 \|\| align=center\|BKI \|\| align=center\|WBKK \|\| 코타키나발루     | [ 6 ]              | 주 7회 운항, 김해국제공항 발                                                         |           |             |                              |
| 하노이 \|\| align=center\|HAN \|\| align=center\|VVNB \|\| 노이바이               | [ 38 ]             | 주 7회 운항, 김해국제공항 발                                                         |           |             |                              |
| 나트랑                                                                            | CXR                | VVCR                                                                                 | 깜라인    | [ 39 ]      | 주 2회 운항, 김해국제공항 발 |
| 다낭 \|\| align=center\|DAD \|\| align=center\|VVDN \|\| 다낭                     | [ 40 ] [ 37 ]      | 일 2회 운항, 김해국제공항 발                                                         |           |             |                              |
| 호찌민 \|\| align=center\|SGN\|\|align=center\|VVTS \|\|떤썬녓                    | [ 41 ]             | 주 7회 운항, 김해국제공항 발                                                         |           |             |                              |
| 시엠레아프 \|\| align=center\|REP \|\| align=center\|VDSR \|\| 시엠레아프         | [ 42 ]             | 주 4회 운항, 김해국제공항 발                                                         |           |             |                              |
| 싱가포르 \|\| align=center\|SIN \|\| align=center\|WSSS \|\| 창이                 | 부정기 노선        | 주 2회 운항, 김해국제공항 발                                                         |           |             |                              |
| 마닐라 \|\| align=center\|MNL \|\| align=center\|RPLL \|\| 니노이아키노           | 부정기 노선        | 주 2회 운항, 김해국제공항 발                                                         |           |             |                              |
| 세부 \|\| align=center\|CEB \|\|align=center\|RPVM \|\| 막탄 세부                 |                    | 일 1회 운항, 김해국제공항 발 일 1회 운항, 인천국제공항 발                            |           |             |                              |
| 칼리보 \|\| align=center\|KLO \|\| align=center\|RPVK \|\| 칼리보                 |                    | 주 4회 운항, 김해국제공항 발                                                         |           |             |                              |
| 블라디보스토크 \|\| align=center\|VVO \|\| align=center\|UHWW \|\| 블라디보스토크 | [ 45 ]             | 주 3회 운항, 김해국제공항 발                                                         |           |             |                              |
| 괌 \|\| align=center\|GUM \|\| align=center\|PGUM \|\| 앤토니오 B. 원 팻          | [ 46 ]             | 주 4회 운항, 김해국제공항 발                                                         |           |             |                              |

## 보유 기종
- 에어부산은 2025년 7월 기준으로 에어버스 A320 시리즈 항공기로 단일화하여 운용하고 있으며 평균 기령은 약 10.4년으로 초기 항공기는 모기업인 아시아나항공에서 인수 받았으나 현재는 에어버스로부터 직접 주문, 인도받는 중이며 에어버스 A321neo과 에어버스 A321neo/LR의 항공기도 도입했다.[47][48][49]

## 수상내역
- 2009 고객만족경영대상 서비스혁신부분 최우수상 수상
- 2010 대한민국 명품브랜드 대상수상
- 2011 한국 서비스품질 우수기업 인증 획득
- 2011 국토해양부 '안전우수항공사' 정부표창
- 2012 2012년 항공사 만족도 조사 종합순위 5위, 저비용항공사 1위 달성(일본 최대 해외여행 전문지 AB-ROAD 주관)
- 2012 지식경제부 및 지자체 공동주관 우리지역 일하기 좋은 기업 선정
- 2013 2013 KS-SQI 한국서비스품질지수’ 저비용항공 부문 1위
- 2013 국토교통부 '2012년도 항공교통서비스 평가' 매우우수 등급 획득
- 2014 에어부산, 지연•결항률 국내 항공사 최저 기록 (국토교통부 발표)

## 서비스

### 기내서비스
노선별로 고객에게 맞춘 꼭 필요한 맞춤서비스를 제공하고 있다. 국내선의 경우, 김포-부산노선의 상용고객을 위하여 신문서비스, 커피서비스를 제공하고 있으며, 김포-제주, 부산-제주노선의 제주가는 항공편에서는 즉석 경품 이벤트를 제공하여 제주도 이용고객에게 즐거움을 제공할 수 있는 서비스를 제공하고 있다. 국제선의 경우, 일본노선에는 국내 및 일본 현지 신문을 제공하고 있으며, 그외 돋보기안경서비스, 기내면세, 기내식서비스 등을 제공하고 있다.
기내식은 국제선 타이베이, 홍콩, 오사카, 나리타, 세부노선에서 다양하게 제공되고 있으며, 나리타 노선의 경우 저비용 항공사 중 최초로 김치서비스를 시행하고 있다.

### FLY&FUN 서비스
에어부산 국내선, 국제선 이용고객을 대상으로 제공되는 제휴서비스이다. 부산, 서울, 제주 국내 뿐만 아니라 해외지역 일본(도쿄, 오사카, 후쿠오카), 세부, 대만, 홍콩에서도 에어부산과 제휴된 업체에 탑승권을 제시하면 호텔, 관광지, 렌트, 음식점 등 다양한 할인혜택 및 경품을 이용할 수 있다.

### 하늘책방 서비스
국내 항공사 중 처음으로 '하늘책방'이라는 e-book 전자책 서비스를 에어부산 모바일앱에서 무료로 제공하고 있다. 1인당 한 달에 10권까지 대여가 가능하며, 대여 도서를 다운로드 해두면 기내 등 인터넷이 되지 않는 곳에서도 볼 수 있다. 에어부산 하늘책방 안내페이지

## 사건 및 사고
- 2025년 1월 28일 부산 강서구 김해국제공항 계류장에 있던 홍콩행 에어부산 BX391편 항공기(기종 A321)에서 불이 나 승객과 승무원 176명이 긴급 대피하는 사고가 발생했다. 해당 항공기는 승객 탑승 완료 이후, 출발 전 화재가 발생한 것으로 전해진다.[51] → 에어부산 391편 화재 사고
- 2018년 4월 14일 에어부산의 한 승무원이 자신의 SNS에 승객들을 조롱한 게시물을 올렸다. 부산 제주발 부산행 비행기에 탔던 한 남성 승무원이 자신의 인스타그램 계정에 비슷한 머리를 한 단체 손님 뒷모습 사진과 함께 ‘All same 빠마 fit(feat. Omegi 떡 400 boxes)’라는 글을 올렸다. 사진이 공개되자 네티즌들은 공분했다. 사진 자체가 몰래 찍은 것으로 추정되는 데다 승객들의 헤어스타일 등을 조롱했기 때문이다. 논란이 일자 에어부산은 해당 승무원과 관리책임이 있는 승무원 팀장의 사과문을 올렸다. 해당 승무원은 물론 부적절한 댓글을 단 승무원도 함께 자체규정에 따라 엄중 조치하겠다고 밝히기도 했다.
- 2018년 7월 11일 김해국제공항 국제선 청사 택시 승강장에서 BMW 승용차가 정차하던 택시의 기사를 뺑소니를 친 사건이 발생했다. 제한 속도가 40km/h인 곳에서 속도를 줄이지 않고 택시기사와 택시를 들이받은 것으로 알려졌는데, 이 BMW 승용차의 운전자가 에어부산 보안 부서 소속 정 모 일반직원인 것으로 밝혀졌다. 당시 정 모 일반직원은 동승자의 교육 시간에 맞춰서라고 진술했지만 네티즌들은 고의 사고라고 주장해 논란이 일고 있다. 피해 택시기사는 현재까지도 의식이 없는 상태이다.
- 2012년 5월 8일 에어부산 8108편 항공기가 유도로에 착륙하는 에어부산 8108편 착륙 사고가 일어났다.

## 기업우대 프로그램
기업체, 공공기관, 정당, 협회 및 단체 등에게 항공료 할인 등 여러 서비스를 제공함으로써 출장이 잦은 기업들의 경비 절감을 돕는 제도이다. 기업회원에 가입된 기업의 소속 임직원들은 출장 외 개인적인 목적으로 여행 시에도 할인 혜택을 받을 수 있다.

## 사진

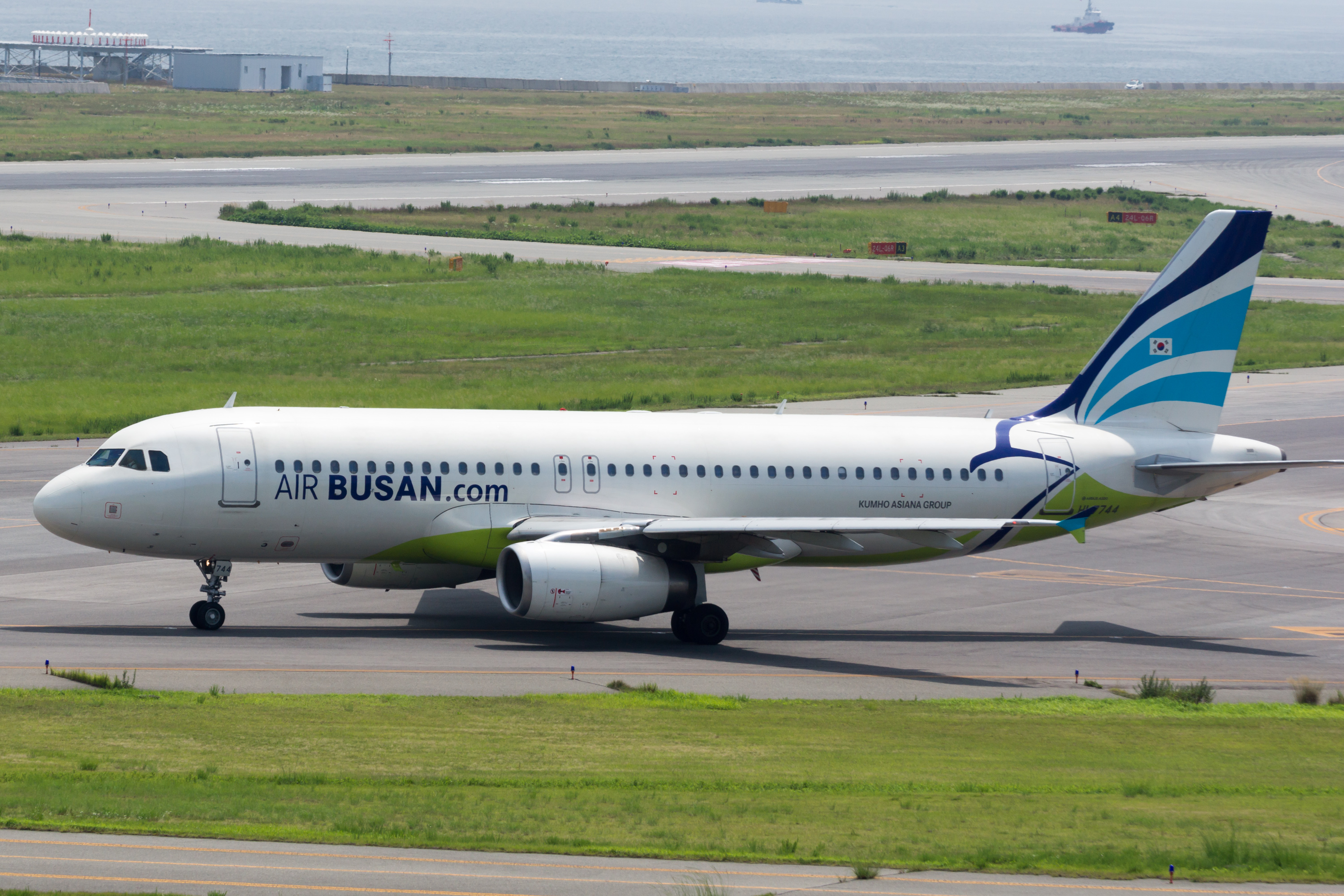
에어부산의 에어버스 A320-200
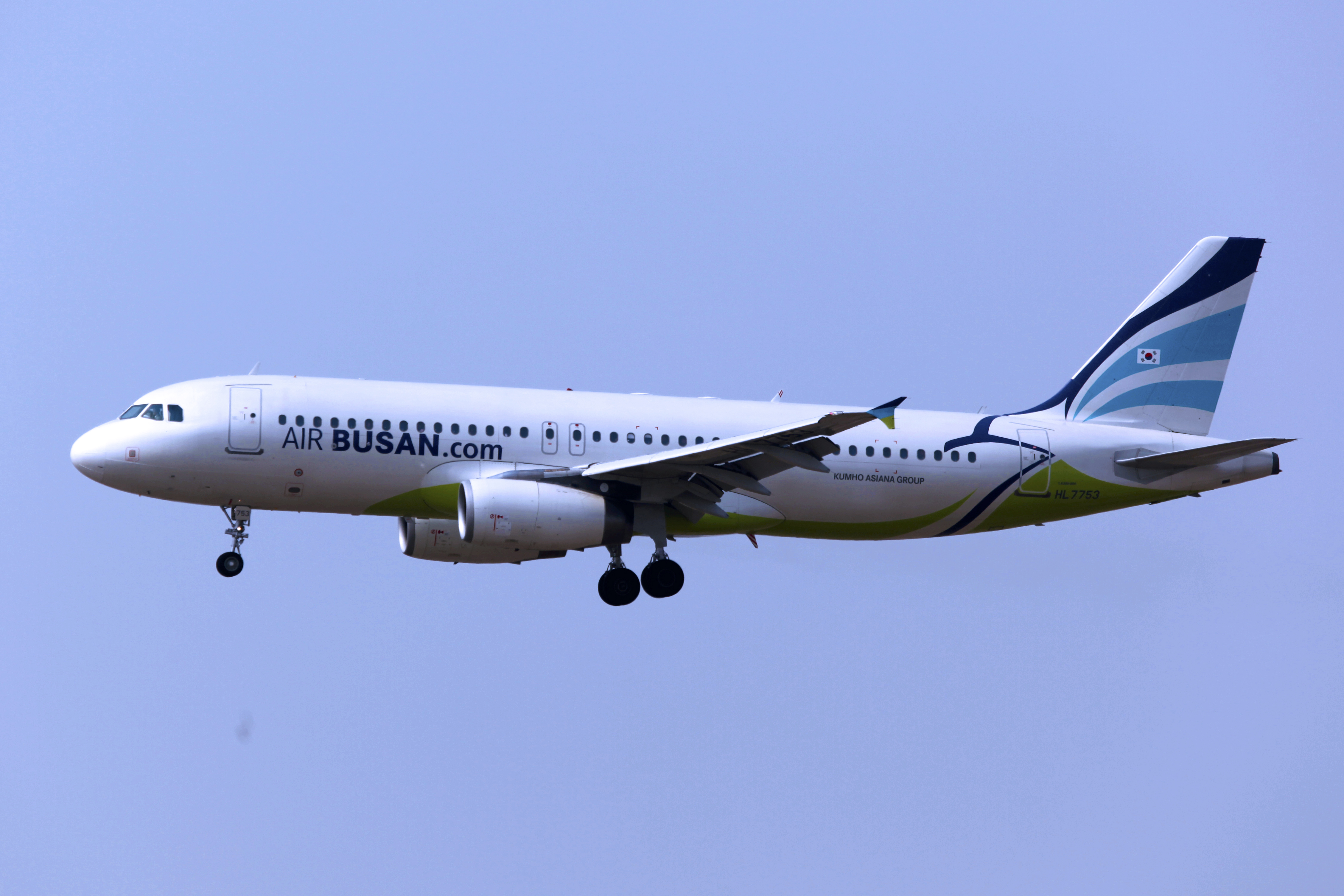
에어부산의 에어버스 A320-200
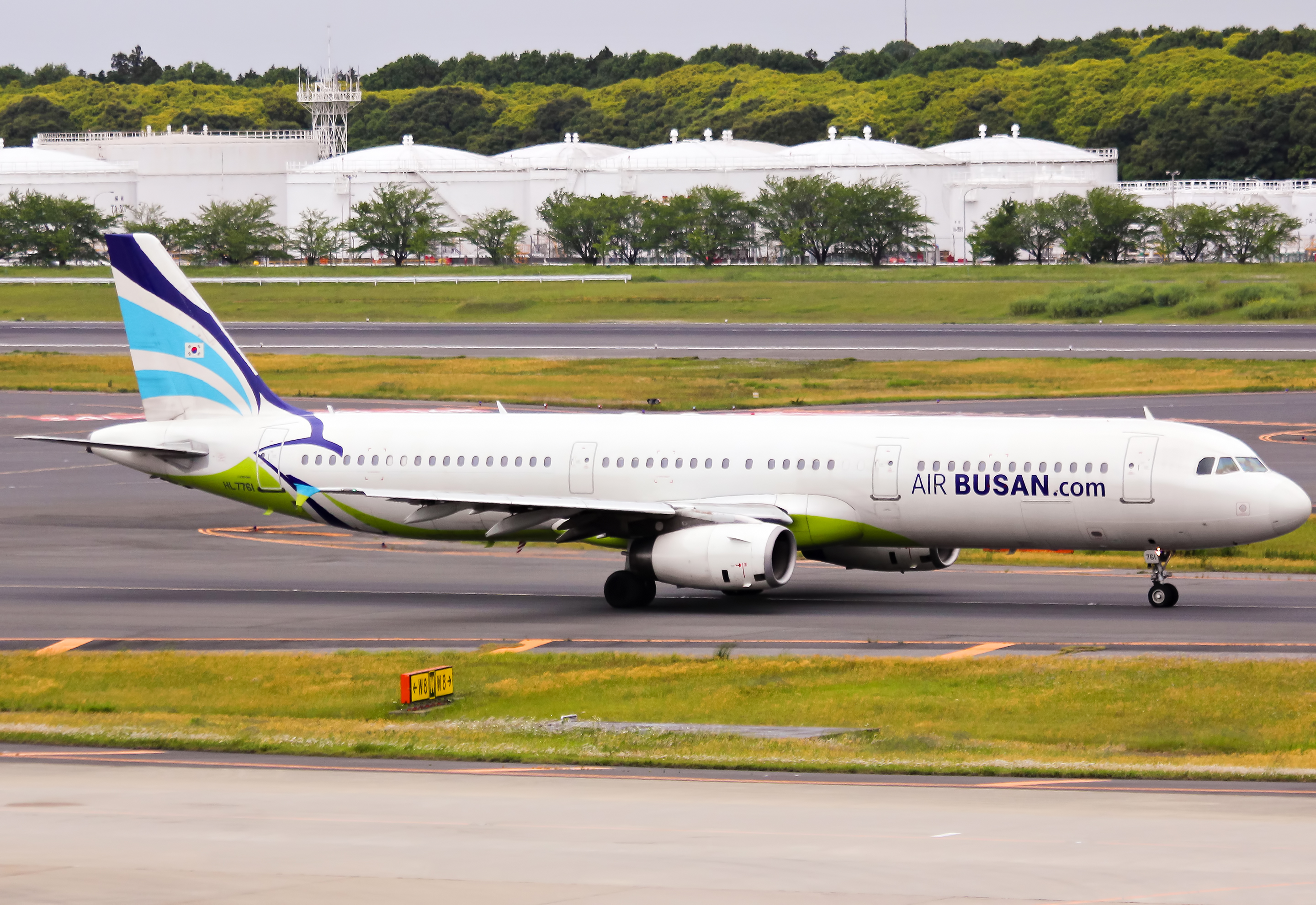
에어부산의 에어버스 A321-200

## 같이 보기
- HDC그룹
- 아시아나항공 - 모회사
- 아시아나에어포트 - 그룹 계열 조업사
- 에어서울 - 동일 모기업 산하 자회사
- 비행기 타고 가요 2[52]